# 孤岛危机系列
孤岛危机系列（英語：Crysis）是一个由德国著名游戏开发组Crytek缔造开发、由Electronic Arts发行的第一人称射击电子游戏系列。该系列的特色是游戏主人公所身穿的生化纳米装（“nanosuits”），它作为超级先进的军用装备为主角们提供了增强体力，速度，防御和隐形等能力。该系列的主角是一队美国特种军人，他们将面对朝鲜人民军的士兵、全副武装的雇佣兵以及一个科技极度发达的外星种族“Ceph”的攻击；Ceph在数百万年前因为不明原因就已降临到了地球，直到被朝鲜人发现并被其唤醒。
截止至2013年，《孤岛危机》系列已经推出了3款正统作品，1款基于第一代并添加了多人要素的外传性质作品和1款合集。
本系列的最新作《末日之戰3》已於2013年2月19日发售。

## 系列作品
- 孤岛危机－2007年（Windows，XBox 360，PlayStation 3）
- 孤岛危机2－2011年（Windows，XBox 360，PlayStation 3）
- 孤岛危机3－2013年（Windows，XBox 360，PlayStation 3）